# ࢺ
Yā petit nūn suscrit ‹ ࢹ › est une lettre additionnelle de l’alphabet arabe utilisée dans l’écriture du bravanais. Elle est composée d’un yā ‹ ي › diacrité d’un petit nūn suscrit.